# Anisodes calama
Anisodes calama är en fjärilsart som beskrevs av Louis Beethoven Prout 1920. Anisodes calama ingår i släktet Anisodes och familjen mätare. Inga underarter finns listade i Catalogue of Life.